# Savigno
Savigno is een voormalige gemeente en municipio in de Italiaanse metropolitane stad Bologna (regio Emilia-Romagna) en telt 2679 inwoners (31-12-2004). De oppervlakte bedraagt 54,8 km², de bevolkingsdichtheid is 47 inwoners per km². Savigno ging op 1 januari 2014 samen met Bazzano, Castello di Serravalle, Crespellano en Monteveglio op in de Italiaanse fusiegemeente Valsamoggia.

## Demografie
Savigno telt ongeveer 1272 huishoudens. Het aantal inwoners steeg in de periode 1991-2001 met 14,2% volgens cijfers uit de tienjaarlijkse volkstellingen van ISTAT.
| Jaar | Inwoneraantal |
| ---- | ------------- |
| 1991 | 2238          |
| 2001 | 2556          |

## Geografie
De municipio ligt op ongeveer 259 meter boven zeeniveau.
Savigno grenst aan de volgende gemeenten: Marzabotto, Monte San Pietro, Vergato en Zocca (MO), evenals aan de municipio Castello di Serravalle van Valsamoggia.